# Тегринкеу
Тегринкеу (1887—1946) — чукотський національний радянський діяч. Чукча.

## Біографія
Народився в Дежньово. Допомагав дідусеві добувати китів і морського звіра. З 16 років працював підсобним робітником у американського торговця, спочатку за їжу та одяг. У 1913 дідусь помер, а Тегринкеу перебрався в Уелен. Працював матросом на американському експедиційному судні. Взимку 1914 року, гостюючи в рідному селі, образив і обеззброїв стражника в ході конфлікту через вбивство собаки. Був заарештований, в ході розгляду недовго сидів у Камчатській в'язниці. Ця подія виявилася важливою для всього подальшого життя молодої людини. Можливо, провів зиму в Петропавловську-Камчатському. У 1914-му допомагав будувати школу і подружився з російським виконробом, отримав навички теслі і будівельника і почав освоювати мову. Потім до 1917—1918 року займався моржово-китобійним промислом сам і наймаючись на американські судна.
Після початку в Росії революційних подій, чукча Тегринкеу, що добре знав російську і трохи говорив англійською, стає перекладачем у більшовиків. У 1923 році вступив у революційний загін, який повинен був протидіяти можливому прориву білих на Чукотку для подальшого виходу за кордон. Прорив, правда, так і не відбувся. Тегринкеу був не тільки перекладачем, а й агітатором-пропагандистом, став першим мотористом з числа чукчів. Став членом Уеленського кооперативу, а потім очолив його.
Брав участь у Камчатському окружному з'їзді рад (1928) як представник Чукотського народу. У своїй промові скаржився на погане постачання чукчів товарами. У 1929 році обраний головою Чукотського райвиконкому. У 1932 році Чукотський окружний з'їзд рад обрав його головою окружного виконкому. Основна влада перебувала в руках партійного апарату, але курс на так звану. коренізацію допоміг чукчі Тегринкеу зайняти формально вищу посаду як представнику корінного народу. Займаючи її, Тегринкеу продовжував працювати фізично сам.
У 1934 за станом здоров'я, що могло бути і реальною, і тільки формальною причиною, відійшов від справ. На посаді голови окружного виконкому його змінив Тевлянто, теж чукча, що навчався в Ленінграді. У 1936 брав участь у з'їзді, висловлював незалежну думку про колективізацію. У тому ж році в протоколі Пленуму відзначений випадок пияцтва Тегринкеу. Потім, можливо, «виправився», на що вказував у своїй промові. Був членом Комітету нового алфавіту (КНА). Жив у Анадирі, потім повернувся в Уелен.
Членом партії Тегринкеу так і не став, залишаючись кандидатом.

## Сім'я
З батьками відносин не підтримував (що було нормально для чукчі, вихованого разом з братом дідусем за звичаями). До того ж мати Тегринкеу мала репутацію шаманки, що було недоречно для радянського діяча. Був двоєженцем, мав вісім дітей. Сприяв організації косторізного промислу.

## Пам'ять
Ім'ям Тегринкеу (з варіантами його написання) названі вулиці в декількох чукотських селах — Тавайвааме, Алькатвааме.

## У культурі
- Виведений у романі Юрія Ритхеу «Сон на початку туману».